# Коссаковский, Юзеф Игнатий
Юзеф Игнатий Корвин-Коссаковский (пол. Józef Ignacy Korwin-Kossakowski; 1757[…] — 3 июля 1829, Варшава) — польско-литовский политик и литератор.

## Биография
Представитель шляхетского рода Коссаковских герба Слеповрон. Сын Антония Коссаковского, подстолия (польск.) новогрудского (ум. 1773) и его жены Констанции, урождённой Кросновской. Брат епископа Виленского Яна Коссаковского (1755—1808) и камергера короля Станислава Понятовского, Леонарда Коссаковского.
Родился в 1757 году в окрестностях Кракова. В 1775—1776 служил в полку Литовской пешей гвардии, однако уже вскоре вышел в отставку и на некоторое время отбыл в Вену. Затем служил в Ковно на различных должностях. После Третьего раздела Польши остался в России; в дальнейшем работал по ведомству народного просвещения.
После вторжения Наполеона в Россию, Коссаковский был назначен секретарем так называемого Временного правительства Литвы. В доме Коссаковского проходили заседания «правительства».
После поражения Наполеона бежал из России в Лейпциг. Вернулся на родину около 1815 года, после того, как все члены Временного правительства были амнистированы. В Царстве Польском снова служил по ведомству народного просвещения и дослужился до действительного статского советника.
Автор воспоминаний (не опубликованы), сатирических стихотворений, журнальных статей и других произведений в различных жанрах, а также нескольких художественных переводов с французского языка на польский язык.
Юзефа Игнатия Коссаковского часто путают с флигель-адъютантом Наполеона Юзефом Антонием Коссаковским (1772—1842), а также с наполеоновским полковником Юзефом Домиником Коссаковским (1771—1840). Такие же расхождения существуют и относительно отца Юзефа Игнатия, Антония Коссаковского (ум. 1773), подстолия (польск.) новогрудского, которого часто путают с другим Антонием Коссаковским (1735—1798) — каштеляном инфлянтским, отцом Юзефа Антония. В довершение всего, существовал и поэт Антоний Коссаковский (польск.; 1718—1786).